# Кауффман, Синтия
Синтия Дайан Кауффман (англ. Cynthia Diane Kauffman; 23 августа 1948 года, Сиэтл, США) — фигуристка из США, бронзовый призёр чемпионатов мира 1966—1968 года, четырёхкратная чемпионка США 1966—1969 годов, участница Олимпийских игр 1964 года и 1968 года в парном катании. Выступала с братом Роналдом Кауффманом. В 1995 году была введена в Зал Славы фигурного катания США.
После завоевания титула чемпионов США среди юниоров, пара стала выступать на взрослом уровне и сразу заняла третье место, с 1966 по 1969 годы была чемпионами США, участвовала в двух олимпиадах.

## Спортивные достижения
| Соревнования/Сезоны         | 1961  | 1962  | 1963 | 1964 | 1965 | 1966 | 1967 | 1968 | 1969 |
| --------------------------- | ----- | ----- | ---- | ---- | ---- | ---- | ---- | ---- | ---- |
| Зимние Олимпийские игры     |       |       |      | 8    |      |      |      | 6    |      |
| Чемпионаты мира             |       |       |      | 7    | 6    | 3    | 3    | 3    | 4    |
| Чемпионаты Северной Америки |       |       |      |      | 2    |      | 1    |      | 1    |
| Чемпионаты США              | 4 Юн. | 2 Юн. |      | 3    | 2    | 1    | 1    | 1    | 1    |